# Obinna Ndukwe
Obinna Anthony Ndukwe (* 11. Oktober 2003 in Wien) ist ein österreichischer Basketballspieler.

## Werdegang
Ndukwe, dessen Mutter aus Russland und dessen Vater aus Nigeria stammt, spielte ab dem elften Lebensjahr Basketball beim BC Vienna 87, der sich 2018 mit zwei weiteren Vereinen (Post SV Wien, Sportunion Döbling) zur Sportunion Vienna United zusammenschloss.
Mit Zweitlizenz spielte er 2020/21 für UKJ Mistelbach und sammelte in den Spieljahren 2021/22 sowie 2022/23 beim BK Klosterneuburg erste Erfahrung in der höchsten Spielklasse Österreichs. In der Saison 2022/23 war Ndukwe zudem Leistungsträger der Zweitligamannschaft der Sportunion Vienna United. Im Sommer 2023 wurde er vom Erstligisten Traiskirchen Lions verpflichtet.

### Nationalmannschaft
Als österreichischer Jugendnationalspieler nahm Ndukwe an B-Europameisterschaften in den Altersklassen U16 und U20 teil.